# Чен
Ким Џонг-де (кореј. 김종대; рођен 21. септембра 1992. године), познатији као Чен, јужнокорејски je певач и текстописац. Он је главни вокал кинеско-јужнокорејске музичке групе EXO, њене подгрупе EXO-M и подсастава EXO-CBX. и баладне групе S.M. The Ballad. Поред групних активности, Чен је снимио музику за неколико телевизијских серија, међу којима и "Best Luck" за "It's Okay, That's Love" (2014) и "Everytime" за "Descendant of the Sun" (2016). Захваљујући бројним саундтрековима снимљеним за популарне корејске драме, Чен је зарадио титулу ”Краља саундтрека” (OST King) од стране корејских медија и фанова.
2019. године, Чен је дебитовао као солиста објављивањем своје прве плоче "April, and a Flower", која је дебитовала на другом место корејске топе листе Gaon Album Chart и са које се издвојио хит сингл "Beautiful Goodbye". Пратећи једнаки успех, касније исте године, Чен објављује и своју другу плочу под називом "Dear My Dearː, са које се издвојио водећи сингл "Shall We?".

## Живот и каријера

### 1992-2014: Детињство и почеци каријере
Чен је рођен 21. септембра 1992. године у месту Деџон у Јужној Кореји. Чен је са 18 година почео своју обуку у талент агенцији СМ Ентертејмнет 2011. године. Званично је представљен као четврти члан групе EXO 29. децембра 2011. Први пут се појавио као члан ове групе заједно са Луханом, Таом и Каијем 2011. године на програму "SBS Gayo Daejeon". Група је званично дебитовала 8. априла 2012. синглом "МАМА".
2014. године Чен се придружио баладној групи СМ Балад, формираној 2010. године од стране СМ Ентертејнмента. На другом студијском албуму групе, "Breath", Чен је отпевао кинеску верзију водећег истоименог сингла. Такође је отпевао и дует са Кристал, чланицом К-поп групе f(x) под називом "When I Was... When U Were...", као и "A Day Without You" са Џонгјуном из групе Шајни.
У јулу 2014. године, Чен је објавио своју прву соло песму "The Best Luck" као саундтрек за СБС телевизијску драму "It's Okay, That's Love", у којој глуми члан групе EXO Д.О. Песма је награђена наградама за Најбољи саундтрек мушког извођача на петим So-Loved Awards и Најбољи саундтрек на 16. Сеулском интернационалном филмском фестивалу младих (Seoul International Youth Film Festival). Чен је позван и као специјални извођач на трећим APAN Star Awards 11. новембра 2014. године где је извео песму уживо.

### 2015-2018ː Соло активности и EXO-CBX
У јуну 2015. године, Чен је учествовао у писању текста за песму "Promise" заједно са члановима групе EXO Чанјолом и Лејем, која се нашла на делукс издању EXO-овог другог албума "Exodus". У августу 2015. Чен је имао свој позоришни деби улогом Бенија у позоришном мјузиклу под називом "In The Heights". Такође је учествовао и у телевизијском музичком програму "King of Mask Singer" под псеудонимом "Legendary Guitar Man" (Легендарни гитариста) и заузео друго место.
У јануару 2016. године. Чен је извео песму Џона Ленона "Imagine" у оквиру пројекта Уницефа "Imagine Project". У фебруару, Чен је са јужнокорејском певачицом Панч снимио песму "Everytime" за КБС телевизијску драму "Descendants of the Sun". Песма је дебитовала на првом месту корејске топ листе Gaon Weekly Digital Chart. У априлу, Чен је са јужнокорејским репером Хајзом објавио песму "Lil' Something" као део "Station" музичког пројекта СМ Ентертејнмента.
У августу 2016. Чен је сарађивао са члановима групе EXO Шиумином и Бекјаном на саундтреку "For You" за СБС драму "Moon Lovers: Scarlet Heart Ryeo". У октобру, Чен је Dи-џеј Алесоoм снимио још једну песму за "Station" музички пројекат, под називом "Years". У октобру СМ Ентертејнмент формира прву EXO подгрупу под називом EXO-CBX, коју чине Чен, Бекјан и Шиумин. Група дебитује са првом плочом под називом "Hey Mamaǃ". Албум је дебитовао на првом месту корејске топ листе Gaon weekly album chart и Билбордове World Albums Chart и био најпродаванији албум неке подгрупе у 2016. години са преко 275.000 продатих примерака.
У јануару 2017. године Чен је снимио песму са групом Дајнемик Дуо под називом "Nosedive", са њиховог колаборационог албума "Mixxxture". Песма је дебитовала на другом месту корејске топ листе Gaon Digital Chart. У фебруару, Чен је објавио саундтрек "I'm Not Okay" за МБЦ драму "Missing 9", у којој Чанјол игра споредну улогу.
У јулу 2017, године, Чен је учествовао у писању текста за песме "Touch It" и "Ko Ko Bop" са EXO-овог четвртог студијског албума "The War". У новембру, Чен је сарађивао са јужнокорејским извођачем 10цм на песми "Bye Babe" за другу сезону музичког пројекта "Station" СМ Ентертејнмента. У децембру, Чен је учествовао на писању текста за песму "Lights Out", са EXO-овог зимског албума "Universe", коју изводи са члановима Сухоо, Бекјаном и Д.О-ом.
16. октобра 2018. године Чен је објавио саундтрек "Cherry Blossom Love Song" за драму ”100 Days My Prince” у којој Д.О игра главну улогу. Чен и Чанјол су 2018. године учествовали у писању текста за "Love Shot", водећи сингл на делукс верзији EXO-овог петог студијског албума под називом ”Don't Mess Up My Tempo”.

### 2019-2022ː Соло деби и војни рок
7. фебруара 2019. године, Чен објављује још један саундтрек под називом "Make It Count" за телевизијску драму ”Touch Your Heart". 8. марта СМ Ентертејнмент потврђује да Чен припрема свој први студијски албум који ће бити објављен у априлу. Албум, под називом ”April, and a Flower”, објављен је 1. априла 2019. године. Албум садржи шест песама укључујући и водећи сингл "Beautiful Goodbye" који је забележио значајан успех. Чен је такође учествовао и на писању текста за песму ”Flower". Албум је дебитовао на другом месту корејске топ листе Gaon Album Chart и Билбордове US World Albums, док је песма "Beautiful Goodbye" освојила прво место на телевизијским музичким програмима Show! Music Core (MBC) и Inkigayo (SBS). Албум је продат у преко 200.000 примерака.
У мају Чен сарађује са корејским извођачем Ван Стар на синглу "May We Bye". У јулу, снимио је и песму "Love" са корејском певачицом Ејли, са њеног албума ”Butterfly”. 1. октобра 2019. Чен је објавио свој други мини-албум под називом ”Dear My Dear”, са којег се издвојио водећи сингл "Shall We?". Чен је и овог пута учествовао на писању текста, за песму "My Dear".Албум је дебитовао на првом месту корејске топ листе Gaon Album Chart, док је сингл "Shall We?" освојио прво место на телевизијским музичким програмима Music Bank (KBS) и Show Champion (MBC). Албум је доспео на прво месту у ајТјунс дигиталној продавници у 36 земаља. И овај албум продат је у преко 200.000 примерака.
23. јануара 2020, Чен и Дајнемик Дуо објавили су још једну зајединичку песму под називом "You". У септембру, Чен је објавио саундтрек "Your Moonlight" за драму ”Do You Like Brahms?”. 16. октобра, Чен је објавио дигитални сингл "Hello", најавивши одлазак на одслужење обавезног војног рока. Чен је био активни војник од 26. октобра 2020. до 25. априла 2022. године.
У јуну 2022. године, Чен објављује саундтрек "An Unfamiliar Day" за потребе корејске серије ”Doctor Lawyer”. 11. октобра, СМ Ентертејнмент најављује трећи Ченов албум под називом ”Last Scenе”. Иницијално најављен за 31. октобар, албум је одложен за 14. новембар због трагичне несреће у Итевону. Албум је дебитовао на првом месту корејске топ листе Circle Album Chart и заузео прво место у 32 земље у дигиталној продавници ајТјунс. У новембру, Чен је објавио и саундтрек под називом "Heaven For You" за СБС драму ”The First Responders”.
У мају 2023. Чен је објавио нови сингл са музички пројекат "Station" са певачицом Јанг Хјун, под називом "My Flower, Your Light (Bloom)."

### 2023-данасː Уговор са СМ Ентертејнментом и јапански деби
1. јуна 2023. године, објавељено је да су Бекјан, Чен и Шиумин поднели тужбу против СМ Ентертејнмента за раскид уговора поводом нетранспарентности финансија. 19. јуна компанија је објавила да су пронашли заједнички договор и да ће чланови остати део групе EXO и агенције.
17. августа 2023. Чен објављује свој први јапански албум под називом Polaris, и започиње своју прву јапанску соло турнеју. Албум је дебитовао на шестом месту јапанске топ листе Oricon Weekly Album Chart i заузео прво место на ајТјунсу у 20 земаља укључујући светску и европску ајТјунс топ листу албума.

## Приватни живот
13. јануара 2020. објављено је да ће се Чен оженити својом дугогодишњом девојком и да ће се одржати приватно венчање на којем ће присуствовати само породице и пријатељи. Такође је објављено и да је његова вереница трудна. 29. априла добили су ћерку, а 19. јануара 2022. и другу ћерку. 16. августа 2023. године СМ Ентертејнмент је објавио да ће се приватно венчање одржати у октобру 2023. које је одложено због пандемије Ковид-19.

## Дискографија

### Песме

#### Соло
| Година                                                                         | Назив                | Место на листи | Продаја          | Албум                              |
| Година                                                                         | Назив                | Кореј. Гаон    | Продаја          | Албум                              |
| ------------------------------------------------------------------------------ | -------------------- | -------------- | ---------------- | ---------------------------------- |
| 2014                                                                           | "Up Rising"          | —              | Н/Д              | Exology Chapter 1: The Lost Planet |
| 2015                                                                           | "Though I Loved You" | 33             | - Кореја: 46,030 | 2015 Gayo Daejeon Limited Edition  |
| "—" означава издања која се нису нашла на листи или нису изашла у том региону. |                      |                |                  |                                    |

#### Collaborations
| 2014                                                                           | "Breath" (кинеска верзија) (са Џанг Лијин) | 68 | 5  | —   | - Кореја: 19,290   | SM the Ballad Vol. 2 – Breath     |
| 2014                                                                           | "A Day Without You" (са Џонгхјуном)        | 8  | 12 | 21  | - Кореја: 138,388+ | SM the Ballad Vol. 2 – Breath     |
| 2014                                                                           | "When I Was… When U Were…" (са Кристал)    | 31 | —  | 44  | - Кореја: 83,820+  | SM the Ballad Vol. 2 – Breath     |
| 2016                                                                           | "Lil' Something" (са Вајбом и Хајзе)       | 13 | —  | N/A | - Кореја: 402,402+ | Non-album single                  |
| 2016                                                                           | "If We Love Again" (са Чанјолом)           | 38 | —  | N/A | - Кореја: 78,517   | Two Yoo Project Sugar Man Part 32 |
| "—" означава издања која се нису нашла на листи или нису изашла у том региону. |                                            |    |    |     |                    |                                   |

#### Soundtrack appearances
| Година                                                                         | Назив                                | Место на листи | Место на листи | Место на листи | Продаја                   | Албум                               |
| Година                                                                         | Назив                                | Кореја Гаон    | Кина Баиду     | Кина V Chart   | Продаја                   | Албум                               |
| ------------------------------------------------------------------------------ | ------------------------------------ | -------------- | -------------- | -------------- | ------------------------- | ----------------------------------- |
| 2012                                                                           | "Dear My Family" (као као SM Town-а) | —              | —              | —              | Н/Д                       | I AM. OST                           |
| 2014                                                                           | "The Best Luck"                      | 9              | 8              | —              | - Кореја: 830,170         | It's Okay, That's Love OST          |
| 2016                                                                           | "Everytime" (са Punch)               | 1              | —              | —              | - Кореја (DL): 1,102,305+ | Descendants of the Sun OST          |
| 2016                                                                           | "Beautiful Accident" (са Сухом)      | —              | —              | 4              | Н/Д                       | Beautiful Accident OST              |
| 2016                                                                           | "For You" (са Бекхјуном и Шиумином)  | 5              | —              | —              | Кореја: 188,113+          | Moon Lovers: Scarlet Heart Ryeo OST |
| "—" означава издања која се нису нашла на листи или нису изашла у том региону. |                                      |                |                |                |                           |                                     |

### Писање песама
| Година | Албум         | Песма                               | Издавачка кућа     | Текст      | Текст        | Музика     | Музика |
| Година | Албум         | Песма                               | Издавачка кућа     | Кредитован | Са           | Кредитован | Са     |
| ------ | ------------- | ----------------------------------- | ------------------ | ---------- | ------------ | ---------- | ------ |
| 2015   | Love Me Right | "Promise" (корејска верзија)        | S.M. Entertainment | Да         | Чанјол и Леј | Не         | —      |
| 2015   | Love Me Right | "Promise" (кинеска верзија)         | S.M. Entertainment | Да         | Леј          | Не         | —      |
| 2016   | Lotto         | "She's Dreaming" (корејска верзија) | S.M. Entertainment | Да         | —            | Не         | —      |
| 2016   | Lotto         | "She's Dreaming" (кинеска верзија)  | S.M. Entertainment | Да         | Ванг Ја-Ђун  | Не         | —      |

## Филмографија
| Година | Назив         | Канал         | Улога | Напомене              |
| ------ | ------------- | ------------- | ----- | --------------------- |
| 2015   | Exo Next Door | Naver TV Cast | Чен   | фиктивна верзија себе |

## Награде и номинације
| Година | Награда                                      | Категорија                                | Номиновано дело     | Rezultat      |
| ------ | -------------------------------------------- | ----------------------------------------- | ------------------- | ------------- |
| 2014   | 16th Seoul International Youth Film Festival | Best OST by a Male Artist                 | "Best Luck"         | Освојено      |
| 2017   | 19th Mnet Asian Music Awards                 | Best Collaboration са Дајнемик Дуо        | "Nosedive"          | Освојено      |
| 2017   | 19th Mnet Asian Music Awards                 | Qoo10 Song of The Year                    | "Nosedive"          | Номинација    |
| 2017   | 9th Melon Music Awards                       | Best Rap/Hip Hop Award са Дајнемик Дуо    | "Nosedive"          | Освојено      |
| 2018   | 7th Gaon Chart Music Awards                  | Song of the Year – January                | "Nosedive"          | Номинација    |
| 2019   | 2nd Genie Music Awards                       | Male Solo Artist                          | Чен                 | Номинација    |
| 2019   | 2nd Genie Music Awards                       | Vocal Artist                              | Чен                 | Номинација    |
| 2019   | Annual Fresh Asia Music Awards               | TOP 10 Asia-Pacific Gold Song of the Year | "Make It Count"     | Освојено      |
| 2019   | 11th Melon Music Awards                      | Top 10 Artists                            | Чен                 | Номинација    |
| 2019   | 11th Melon Music Awards                      | Album of the Year                         | April, and a Flower | Номинација    |
| 2019   | 21st Mnet Asian Music Awards                 | Best Vocal Performance – Solo             | "Beautiful Goodbye" | Номинација    |
| 2019   | 21st Mnet Asian Music Awards                 | Song of the Year                          | "Beautiful Goodbye" | Номинација    |
| 2019   | 34th Golden Disc Awards                      | Digital Bonsang                           | "Beautiful Goodbye" | Номинација    |
| 2019   | 34th Golden Disc Awards                      | Disc Bonsang                              | April, and a Flower | Номинација    |
| 2019   | 29th Seoul Music Awards                      | Popularity Award                          | Чен                 | Номинација    |
| 2019   | 29th Seoul Music Awards                      | Hallyu Special Award                      | Чен                 | Номинација    |
| 2019   | 29th Seoul Music Awards                      | Bonsang Award                             | Чен                 | Номинација    |
| 2019   | 29th Seoul Music Awards                      | Daesang Award                             | Чен                 | Номинација    |
| 2019   | 2020 Korea First Brand Awards                | Male Vocalist                             | Чен                 | Освојено      |
| 2022   | 2022 Asian Pop Music Awards                  | Top 20 Songs of the Year (Overseas)       | "Last Scene"        | Освојено      |
|        | 2022 Asian Pop Music Awards                  | People's Choice Award (Overseas)          | "Last Scene"        | Четврто место |